# Futebol Clube de Ultramarina

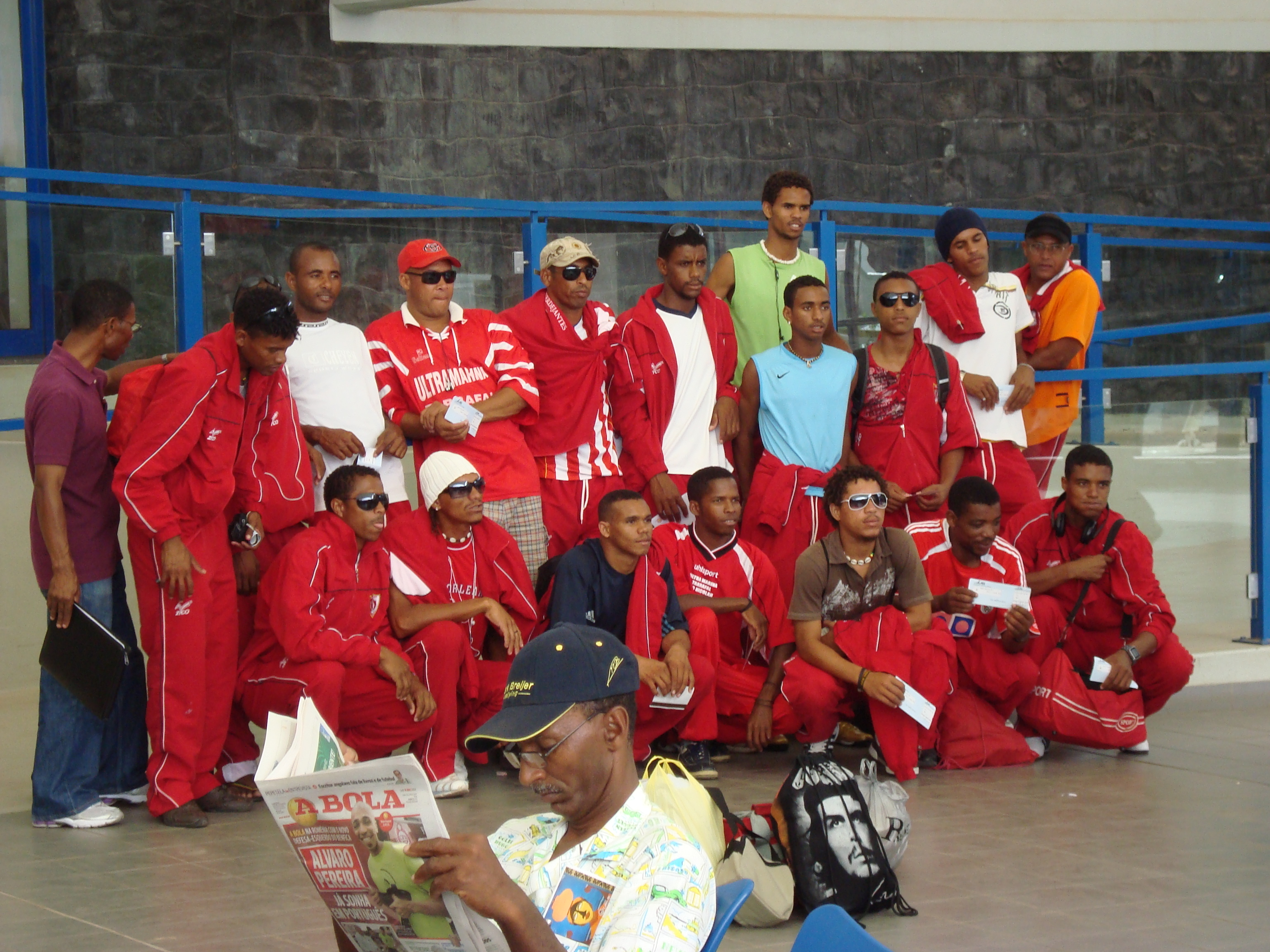
Time da Ultramarina no aeroporto de Praia

O Futebol Clube de Ultramarina (crioulo cabo-verdiano, ALUPEC: Futebol Klubi di Ultramarina) é um clube de futebol de Tarrafal de São Nicolau, cidade localizada na ilha de São Nicolau de Cabo Verde.

## História
O clube foi fundado em 28 de agosto de 1965, pela Sociedade Ultramarina de Conservas.
O Ultramarina venceu o primeiro título insular na década de 1980, comemorou o seu 25° aniversário em 1990 e o 50ª aniversário em 2015.
A equipe, que conta com 13 troféus em sua galeria, ergueu seu último título em abril de 2019; disputando as várias competições regionais, o Ultramarina possui duas Taças de São Nicolau, duas Super Taças de São Nicolau e dois Torneios de Abertura de São Nicolau.

## Rivalidade
Seu único rival é o SC Atlético, e as partidas entre os dois clubes são conhecidas como "clássico de São Nicolau". A rivalidade teve início na década de 90.

## Títulos
- Campeonato Regional de São Nicolau: 13 1995/96, 1998/99, 2000/01, 2002/03, 2003/04, 2005/06, 2006/07, 2008/09, 2010/11, 2012/13, 2014/15, 2016/17, 2018/19
- Taça de São Nicolau: 3 2011/12, 2013/14,[1] 2016/17
- Super Taça de São Nicolau: 6 2005/06, 2006/07, 2010/11, 2011/12, 2012/13, 2016/17
- Torneio de Abertura de São Nicolau: 2 2011/02, 2013/14